# Henri Azeau
Henri Azeau (1922 Languedoc-Roussillon – 1990) byl francouzský novinář a esejista.

## Dílo
- La Hache de guerre, essai sur la stratégie occidentale, 1959
- Révolte militaire, 1961
- Le Piège de Suez, R. Laffont, 1964
- La guerre franco-italienne, juin 1940, Presses de la Cité, 1967
- Complot pour l'Amérique (1775-1778), Editions Robert Laffont, 1990
- Les ballons de l'espoir, R. Laffont, 1987
- Ho Chi Minh, dernière chance, Flammarion, 1968
- Histoire vivante du 20e siècle, R. Laffont, 1965
- Le Pacte franco-soviétique, Presses de la Cité, 1968
- Avec André Ullmann, Synarchie et pouvoir. Histoire véritable de la synarchie, 1968.